# کارلو کامپوگالیانی
کارلو کامپوگالیانی (ایتالیایی: Carlo Campogalliani؛ ۱۰ اکتبر ۱۸۸۶ – ۱۰ اوت ۱۹۷۴) یک هنرپیشه، کارگردان، و فیلم‌نامه‌نویس اهل ایتالیا بود.
از فیلم‌های او می‌توان به فانوس شیطان اشاره کرد.